# Hakata

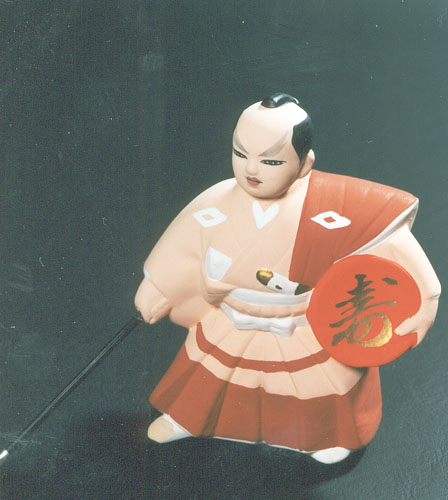
Boneca típica de Hakata

Hakata ou Hacata (博多区; -ku)  é um distrito de Fukuoka, no Japão. Possui uma população de 216.728 habitantes. É muito conhecida por ser o local da principal estação de trem de Fukuoka, a Estação Hakata. O prédio-sede do governo da província de Fukuoka também está localizado em Hakata, assim como a estação de ferry boat.
Hakata era uma cidade independente até 1889, quando fundiu-se com Fukuoka. Hakata, que era próxima ao mar, abrigava os mercadores, enquanto Fukuoka era a cidade dos samurais. A junção das duas cidades foi nomeada de Fukuoka devido à pressão dos samurais. No entanto, Fukuoka é, muitas vezes, chamada de Hakata pela população.
Hakata é um centro tradicional de produção de bonecas, típicas da região e famosas em todo o Japão. Estas são chamadas de Hakata ningyo(博多人形|博多人形).
O dialeto falado em Fukuoka é chamado de Hakata-ben.
Hakata teve um papel importante na falha da invasão Mongol no Japão.

## Pratos famosos
- Mentaiko (明太子)
- Tonkotsu Ramen (豚骨ラーメン): um ramen preparado à base de carne de porco com sabor e odor característicos